# نوردرفریدرایشسکووگ
نوردرفریدرایشسکووگ (به آلمانی: Norderfriedrichskoog) یک شهر در آلمان است که در نوردفرایسلند واقع شده‌است.
 نوردرفریدرایشسکووگ  ۳۸ نفر جمعیت دارد.